# Olympic-Wallowa-Lineament

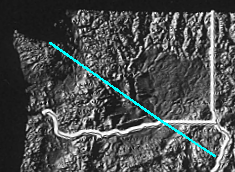
Lage des Olympic-Wallowa-Lineament

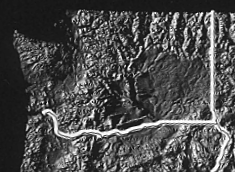
Ist das OWL eine optische Täuschung?

Das Olympic-Wallowa-Lineament (OWL) – 1945 erstmals vom Kartographen Erwin Raisz auf einer Reliefkarte der Continental United States aufgezeichnet – ist eine physiographische Besonderheit unbekannten Ursprungs im US-Bundesstaat Washington, die schätzungsweise zwischen der Kleinstadt Port Angeles auf der Olympic Peninsula und den Wallowa Mountains in Ost-Oregon verläuft.

## Lage
Raisz lokalisierte das OWL insbesondere von Cape Flattery (der Nordwest-Spitze der Olympic Peninsula) aus entlang des Nordufers des Lake Crescent verlaufend, weiter am Little River (südlich von Port Angeles), an der Liberty Bay (Poulsbo), der Elliott Bay (mit der Orientierung der Straßen in Downtown Seattle), der Nordküste von Mercer Island, den Cedar River (Chester Morse Reservoir), am Stampede Pass (am Hauptgrat der Kaskadenkette), an der Südseite des Kittitas Valley (Interstate 90), der Manastash Ridge, der Wallula Gap (wo der Columbia River die Grenze zu Oregon erreicht) und schließlich am South Fork Walla Walla River entlang bis in die Nordwest-Ecke von Oregon. Nach der Querung der Blue Mountains assoziierte Raisz das OWL mit einer stark ausgeprägten Stufe an der Nordseite der Wallowa Mountains. Raisz beobachtete, dass das OWL dazu neigt, Becken (engl. „basin“) auf der Nordseite (Seattle Basin, Kittitas Valley, Pasco Basin, Walla Walla Basin) und Hebungen/Berge auf der Südseite auszuprägen (Olympic Mountains, Manastash Ridge, Umtanum Ridge, Rattlesnake Mountain, Horseheaven Hills, Wallowa Mountains), und berichtete von verschiedenen Punkten, an denen parallele Strukturen vorhanden sind, die im Allgemeinen vier Meilen (6,4 km) nördlich oder südlich der Hauptlinie verlaufen. Die Ausrichtung dieser speziellen Strukturen ist etwas irregulär; moderne Karten mit höherer Detailgenauigkeit zeigen eine breite Zone eher regulärer Strukturen. Anschließende geologische Untersuchungen haben verschiedene Verfeinerungen und Korrekturen nahegelegt.

## Einführung in ein Rätsel

Welches Dreieck?

Die meisten geologischen Besonderheiten werden ursprünglich durch eine lokale Ausprägung dieser Besonderheit identifiziert oder charakterisiert. Das OWL wurde erstmals durch seine Effekte identifiziert, ein von Menschen wahrgenommenes Muster in einem weiten Feld vieler scheinbar zufälliger Elemente. Doch gibt es das OWL wirklich? Oder handelt es sich um eine optische Täuschung wie das Kanizsa-Dreieck (siehe Abbildung), wo wir ein nicht wirklich existierendes Dreieck „sehen“?
Raisz überlegte, ob das OWL lediglich die Möglichkeit der Zusammenfassung zufälliger Elemente sein könnte, und die Geologen waren seither weder in der Lage, irgendeine einheitliche allgemeine Eigenschaft, noch irgendeine Verbindung zwischen den verschiedenen lokalen Elementen zu entdecken. Davis (1977) nannte es ein „fiktives strukturelles Element“. Es wurde bereits als deckungsgleich mit vielen Verwerfungen und Verwerfungszonen erkannt und benutzt, um signifikante Unterschiede in der Geologie zu beschreiben. (Zum Beispiel für die Unterscheidung der älteren „kristallinen“ plutonischen Gesteine der North Cascades von den jüngeren basaltischen Gesteinen der South Cascades.:83 Es gibt auch feinere Differenzierungen wie auf dem Columbia Plateau, wo das OWL einen Unterschied in der strukturellen Ausprägung markiert, indem Blattverschiebungen und Rotationen im Südwesten dominieren, während sie für den Nordosten von untergeordneter Bedeutung sind. Siehe auch Hooper & Conrey (1989):297–300) Diese sind viel zu stark miteinander korreliert, als sie als zufällige Strukturen zu verwerfen. Doch ungeachtet seiner Bedeutung ist bisher nicht verstanden worden, woraus das OWL besteht oder wie es zustande kam.
Das OWL stachelt das Interesse geologisch interessierter Personen teilweise deshalb an, weil sein charakteristischer Verlauf von Nordwest nach Südost (genauer: N60W) von vielen anderen scheinbar lokalen Besonderheiten entlang eines breiten geographischen Streifens geteilt wird. (Die Schätzung der nördlichen und westlichen Ausrichtung von der Karte ergibt einen Winkel von N59W [Azimuth 301°] von der Wallula Gap bis zum Cape Flattery. Es gibt eine kleine Schleife östlich von Port Angeles – die Uferlinie zwischen Pillar Point und Slip Point hat einen mehr westlichen Winkel von 65 Grad – doch dieser Abschnitt ist so kurz, dass der Winkel von der Wallula Gap nach Port Angeles immer noch 57 Grad beträgt. Eine Linie verläuft vom starken Relief am Gold Creek zur Mündung der Liberty Bay und darüber hinaus – eine Linie, die entlang verschiedener scheinbarer OWL-Besonderheiten verläuft hat einen Winkel von 52 Grad. In Seattle beträgt der Winkel des Ship Canal [welcher ein ziemlich enger Anzeiger für die ihn aufnehmende natürliche Gegebenheit darstellt] 55 Grad. Es ist möglich, dass, was immer das OWL verursacht, gerade ist, aber in der Tiefe liegt, und seine Ausprägungen gegen die Oberfläche durch andere Strukturen abgelenkt werden. So könnte der Olympic-Mountain-Batholith den Gold Creek aus der Flucht drängen. Die Blue Mountains verursachen vielleicht einen ähnlichen Bogen. Doch dies ist komplett spekulativ.) Zu den Besonderheiten rund um Seattle gehören parallel streichende Fluchten am Südende des Lake Washington, der Nordseite der Elliott Bay, dem Tal des Ship Canal, der Stufe entlang des Interlaken Boulevard (in Linie mit dem Ship Canal, aber mit einem leichten Versatz nach Norden), die Flucht des Ravenna Creek (der den Green Lake südostwärts in die Union Bay entwässert) und des Carkeek Creek (nordwestwärts in den Puget Sound), verschiedene Bäche rund um den Lake Forest Park (am Nordende des Lake Washington) und (auf der Ostseite) das Northrup Valley (mit dem Highway 520 von der Yarrow Bay zum Overlake-Gebiet) sowie verschiedene kleinere Objekte, die zu klein sind, um sie zu erwähnen. All diese sind in „jüngere“ (weniger als 18.000 Jahre alte) glaziale Ablagerungen eingegraben, und es ist schwer sich vorzustellen, wie diese anders als durch jüngere glaziale Prozesse beeinflusst wurden.
Dieselbe Orientierung zeigt sich in der Brothers-, der Eugene-Denio- und der McLoughlin-Verwerfungszone in Oregon (siehe Karte unten), welche als geologische Besonderheiten Jahrzehnmillionen alt sind, und im Walker-Lane-Lineament in Nevada.
Ebenfalls im Osten sind sowohl das OWL als auch die Brothers-Verwerfungszone in Idaho weniger deutlich unterscheidbar, wo sie auf den alten nordamerikanischen kontinentalen Kraton und den Verlauf des Yellowstone-Hotspot stoßen. Aber mehr als 50 Meilen (80 km) nördlich verläuft die parallele Trans-Idaho-Diskontinuität und noch weiter nördlich verläuft die Osburn-Verwerfung (Lewis-und-Clark-Linie) grob von Missoula nach Spokane. Aeromagnetische und gravitätische Untersuchungen:fig.9 von Anomalien legen eine Ausdehnung bis ins Innere des Kontinents nahe.

## Strukturelle Beziehungen zu anderen Besonderheiten
Ein Problem bei der Evaluierung irgendwelcher Hypothesen zum OWL ist ein Mangel an Evidenz. Raisz schlug vor, dass das OWL eine Blattverschiebung (lange horizontale Verschiebungen an den heute als solchen identifizierten Grenzen der Platten der Erdkruste) sein könnte, aber ihm fehlten sowohl Daten als auch Kenntnisse, um das zu prüfen. Eine der ersten Spekulationen, dass das OWL eine wichtige geologische Struktur sein könnte – veröffentlicht, als die Theorie der Plattentektonik noch neu und nicht allgemein akzeptiert war (bis Thomas (1976) auf die „gegenwärtig populäre Theorie der Plattentektonik“ Bezug nahm) – wurde sie vom Autor als „eine schändliche Hypothese“ bezeichnet. Moderne Untersuchungen scheuen noch immer die unglaubliche geographische Spanne und das Fehlen kontinuierlicher Strukturen, das Fehlen eindeutiger Querbrüche und einen verwirrenden Ausdruck sowohl in Millionen Jahre alten Gesteinen als auch in nur 16.000 Jahre alten Sedimenten.

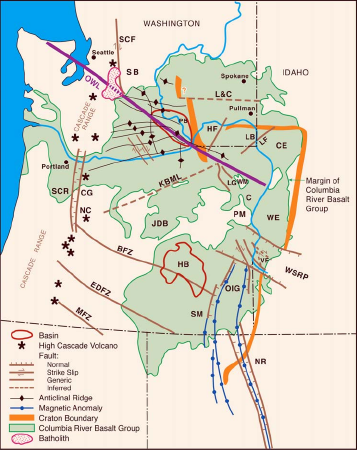
Die wichtigsten geologischen Strukturen in Washington und Oregon:
SCF – Straight-Creek-Verwerfung;
SB – Snoqualmie-Batholith (gepunktetes Gebiet links);
OWL – Olympic-Wallowa-Lineament;
L&C – Lewis-und-Clark-Linie (Gravitations-Anomalie);
HF – Hite-Verwerfung;
KBML – Klamath-/Blue-Mountains-Lineament (leicht deplatziert);
NC – Newberry-Caldera;
BFZ – Brothers-Verwerfungszone;
EDFZ –Eugene-Denio-Verwerfungszone;
MFZ – McLoughlin-Verwerfungszone;
WSRP – Western Snake-River-Plain;
NR – Nevada-Rift-Zone;
OIG – Oregon-Idaho-Graben;
CE – Clearwater-Embayment;
(aus Martin et al. (2005), mit freundlicher Genehmigung von PNNL)

Die geologische Erforschung eines Objektes beginnt mit der Bestimmung der Struktur, der Zusammensetzung, des Alters und der Beziehungen zu anderen Objekten. Das OWL passt nicht in das übliche Schema. Es stellt sich als Orientierung in vielen Elementen diverser Struktur und Zusammensetzung, selbst als Grenze zwischen Gebieten unterschiedlicher Struktur und Zusammensetzung dar; es ist noch nicht klar, welche Art Objekt oder Prozess – das „Ur-OWL“ – dies steuern könnte. Es gibt auch keine speziellen „OWL-Gesteine“, die untersucht oder radiometrisch vermessen werden könnten. Hier wird die Bestimmung seines Alters zurückgestell und eher auf die Beziehungen zu anderen Objekten oder Strukturen geschaut, z. B. welche (möglicherweise älteren) Objekte sich überlappen oder gegenseitig stören. In den folgenden Abschnitten werden verschiedene Objekte betrachtet, welche erwartungsgemäß irgendeine Art von struktureller Beziehung zum OWL haben könnten, und überlegt, was sie uns über das OWL sagen könnten.

### Die Kaskadenkette
Die bemerkenswerteste geologische Struktur, welche das OWL quert, ist die Kaskadenkette (engl. „Cascade Range“), die im Pliozän (vor fünf … zwei Millionen Jahren) als Folge der Cascadia-Subduktionszone aufgeschoben wurde. Diese Berge sind auf jeder Seite des OWL grundsätzlich unterschiedlich: Die South Cascades bestehen aus känozoischen (weniger als 66 Millionen Jahre alten) vulkanischen und sedimentischen Gesteinen, während die North Cascades aus sehr viel älteren paläozoischen (hunderten von Millionen Jahre alten) metamorphen und plutonischen Gesteinen aufgebaut sind.:83  Es ist nicht bekannt, ob dieser Unterschied in irgendeiner Weise mit dem OWL zusammenhängt oder einfach einen zufälligerweise auftretenden Unterschied darstellt.
Raisz ordnete die Kaskaden an der Nordseite des OWL als um etwa sechs Meilen (9,6 km) nach Westen verschoben ein; ähnliches tat er für die Blue Mountains, doch ist dies fragwürdig, und ähnliche Verschiebungen sind in den älteren – bis zu 17 Millionen Jahre alten – Columbia-River-Basaltflüssen nicht offensichtlich. Im Allgemeinen gibt es keine klaren Hinweise strukturellen Versatzes durch das OWL, und ebenso gibt es keine einzelnen Objekte, die das OWL queren (und die älter als 17 Millionen Jahre sind), die das Fehlen des Versatzes anzeigen würden.

### Straight-Creek-Verwerfung

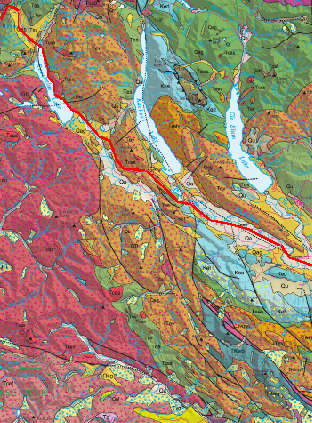
Geologische Topographie am Zusammentreffen von SCF und OWL, die das allgemeine Abschwenken nach Südosten um die Seen Keechelus Lake, Kachess Lake und Cle Elum Lake zeigen. Die Rote Linie ist die Interstate 90, der Snoqualmie Pass liegt in der linken unteren Ecke, Easton ist fast in der Mitte. Die White-River-/Naches-Verwerfungszone, im roten Gebiet unten, scheint die Südkante des OWL zu sein. Auszug aus Haugerud & Tabor (2009)

Die Straight-Creek-Verwerfung (SCF) – gerade östlich des Snoqualmie Pass und fast genau nordwärts bis nach Kanada hinein verlaufend – ist eine Haupt-Verwerfung, die wegen ihres beträchtlichen dextralen (rechtssinnigen) Versatzes von mindestens 90 Kilometern bemerkenswert ist. (Die Schätzungen über den Versatz schwanken.) Ihre Kreuzung mit dem OWL (nahe dem Kachess Lake) ist das geologische Äquivalent eines Teilchenbeschleunigers und die Ergebnisse sollten informativ sein. Dass zum Beispiel das OWL ohne Versatz ist, legt nahe, dass es jünger als die letzte horizontale Verschiebung der SCF ist (alternativ könnte das OWL die Reflexion irgendeiner Art von Struktur sein – vielleicht in der Lithosphäre – die nicht von der SCF beeinflusst wird?), irgendwann vor etwa 44 bis vor etwa 41 Millionen Jahren:224,230 (d. h. während des mittleren Eozäns). Und wenn das OWL eine Blattverschiebung oder eine Mega-Scherung ist wie viele spekulierten, dann sollte es einen Versatz in der SCF erzeugen. Ob das OWL die SCF verschiebt oder nicht, wird ein wichtiger Test darüber, was das OWL überhaupt ist.
Versetzt das OWL nun die SCF oder nicht? Das ist schwer zu sagen, da keine Spur oder was auch immer von der SCF südlich des OWL gefunden wurde. Während einige Geologen darüber spekulierten, dass sie sich direkt südlich fortsetzt, wenn auch unter jüngeren Ablagerungen verborgen,:282 wurde doch keine Spur davon gefunden.
Wenn die SCF sich nicht direkt südwärts fortsetzt:30 :216 – und das völlige Fehlen einer Evidenz, dass sie es tut, schafft einen Fall für das Fehlen von Evidenz – wo sonst sollte sie sein? Heller et al. (1987) stellen einige Möglichkeiten dar: Sie könnte einen Bogen nach Osten machen, sie könnte einen ebensolchen Bogen nach Westen machen oder einfach enden.
Tabor kartierte die SCF mit einer Wendung und einer Verschmelzung mit der Taneum-Verwerfung (welche mit dem OWL koinzident ist) südlich des Kachess Lake.:27 :1 Das passt mit dem allgemeinen Muster in den Seen Keechelus Lake, Kachess Lake und Cle Elum Lake sowie in assoziierten geologischen Einheiten und Verwerfungen (siehe Bild rechts) zusammen: Jede davon ist am nördlichen Ende Nord-Süd-orientiert und wendet sich nach Südosten, wenn es das OWL erreicht. (Dazu gibt es Karten zum Download, siehe Haugerud & Tabor (2009), Tabor et al. (1984) und Tabor et al. (2000)) Dies suggeriert, das OWL sei eine linkssinnige (sinistrale) Blattverschiebung, welche die SCF deformiert und verschoben hat. Doch ist das nicht mit der SCF selbst konsistent, und die meisten anderen mit dem OWL assoziierten Blattverschiebungen sind rechtssinnig (dextral). Außerdem ist es inkompatibel mit der Geologie im Südosten. Untersuchungen der südöstlichen Region haben insbesondere (in Verbindung mit Aktivitäten des Department of Energy an der Hanford Site) nachgewiesen, dass es keinen Hinweis auf irgendeine Verwerfung oder Struktur gibt, die mit der SCF vergleichbar wäre (z. B. Caggiano & Duncan (1983) im Allgemeinen und Reidel & Campbell (1989))
Andererseits kartiert Cheney (1999) die SCF als südwärts fortgesetzt, ohne die Situation südlich des OWL anzusprechen. (Er hat letzten Endes spekuliert, dass der fehlende Teil der SCF dextral versetzt worden sein könnte, um zu einer südwärts gerichteten Verwerfung im Puget Lowland zu werden. Hier gibt es jedoch dasselbe Problem: Jüngere Ablagerungen bedecken jegliche Spuren.) Die scheinbare Südostkurve kann vielleicht als geometrischer Effekt einer Verkürzung betrachtet werden: Sie tritt in einem Gürtel intensiver Faltung auf (sehr ähnlich einem Teppich, der gegen eine Wand geschoben wird), welcher – ungefaltet – einige der „Kurven“ zusammen mit der südlichen Erweiterung der SCF in eine lineare Position bringen könnte. (Siehe die Karten von Cheney (1999) [DGER OFR 99-4] und Tabor et al. (2000) [USGS Map I-2538]; siehe auch Haugerud & Tabor (2009) [USGS Map I-2940])
Es scheint keine Indikationen dafür zu geben, dass die SCF sich nach Westen wendet. Obwohl solche Indikationen größtenteils verschüttet sein würden, legt die allgemeine Richtung der Topographie keine solche Wendung nahe. Eine Versetzung – nach West oder Ost – scheint dahingehend unwahrscheinlich, dass verschiedene zu erwartende Effekte nicht auftreten. (Z. B. wird keine Verschiebung der Olympic Mountains beobachtet, so dass der sich von den Olympics fortbewegende Block eine Lücke oder einen Graben hinterlassen müsste. Es gibt ein Becken – das Seattle Basin – unmittelbar nördlich der Seattle-Verwerfung, aber scheinbar hat es niemand mit einer Bewegung des OWL in Zusammenhang gebracht.) Könnte die SCF einfach enden? Das ist schwer zu verstehen. Wenn es einen Versatz entlang dieser Verwerfung gäbe, woher könnte der kommen? Um Wyld et al.:282 zu zitieren (wenn auch im Kontext einer anderen Verwerfung): „Sie kann nicht einfach enden.“ Obwohl die SCF eine bedeutende horizontale Verschiebung erfuhr, behaupten Vance & Miller (1994), dass die finale Haupt-Bewegung der SCF (vor etwa 40 Millionen Jahren) hauptsächlich in einer vertikalen Bewegung (engl. „dip-slip“) bestand. Da der Versatz wohl aus der Tiefe kam, und, als er zum Stillstand gelangte, erodiert wurde, wurden die Massen wie Sedimente verteilt. Doch hat sich diese Auffassung nicht etabliert.
Eine weitere Möglichkeit besteht darin, dass sich das südliche Segment der SCF auf einem Krustenblock befindet, der vom OWL weg rotierte. Es gibt evidente Erkenntnisse, dass vor etwa 45 Millionen Jahren ein Großteil Oregons und des südwestlichen Washington um etwa 60° um einen Drehpunkt rotierte, der irgendwo auf der Olympic Peninsula liegt (siehe den Abschnitt Oregon-Rotation unten). Dies hätte eine große Lücke südlich des OWL hinterlassen müssen, welche erklären könnte, warum keine känozoischen Gesteine unmittelbar südlich des OWL gefunden wurden. Dies legt nahe, dass eine Fortsetzung der SCF, wenn überhaupt, und die fehlenden känozoischen Gesteine irgendwo südwestlich des Mount Saint Helens gefunden werden könnten, doch wurde dies nie beobachtet.

### Darrington-/Devils-Mountain-Verwerfungszone
Die Interaktion der Straight-Creek-Verwerfung mit dem OWL erzeugte praktisch keine klare Information und bleibt wie das OWL selbst rätselhaft. Informativer ist die eng verbundene Darrington-/Devils-Mountain-Verwerfungszone (DDMFZ). Sie verläuft östlich eines Komplexes von Verwerfungen vom Südende von Vancouver Island bis zur Kleinstadt Darrington, wo sie sich südwärts wendet und mit der SCF konvergiert (siehe Karte oben).
Nördlich der DDMFZ (und westlich der SCF) gibt es die Chuckanut-Formation (Teil des „Northwest Cascade System“ von Gesteinen, in der Karte grün dargestellt), eine eozäne Sediment-Formation, welche in Nachbarschaft zur Swauk-, Roslyn- und anderen Formationen (gleichfalls in grün) südlich des Mount Stuart gebildet wurde; ihre räumliche Trennung ist der rechtssinnigen Blattverschiebung entlang der SCF geschuldet.:102 Dass der nördliche Teil der DDMFZ eine linkssinnige Blattverschiebung aufweist, ist keine Inkonsistenz, nach der es ursprünglich aussieht – man denke hier an die Bewegung auf jeder Seite einer Pfeilspitze.
Es scheint, als hätte die heutige DDMFZ ursprünglich in der Flucht des OWL gelegen. Später, vor etwa 50 Millionen Jahren brach der nordamerikanische Kontinent in die heutige Olympic Peninsula entlang einer Achse ein, die nahezu senkrecht zum OWL liegt, und presste das Gestein des mesozoischen (prä-känozoischen) Western und Eastern Melange Belt (WEMB, auf der Karte blau) quer über das OWL, dabei die DDMFZ verbiegend und die SCF initiierend sowie die Chuckanut-Formation aufspaltend. An der Nordseite der DDMFZ und ein wenig um die Ostseite herumgerollt gibt es eine Folge markanter Felsen – die Helena-Haystack-Mélange („HH Melange“ auf der Karte) – welche in vertikale Falten aufgeworfen wurden. Ähnlich charakteristische Felsen wurden in der Manastash Ridge gefunden (auf der Karte dargestellt, aber meist zu klein, um sie zu erkennen), die noch immer auf dem OWL liegen, gerade östlich der SCF.
Dies kann ein frühes Rätsel klären,:C-33,fig.C-10 warum die mesozoischen Gesteine gerade südlich der DDMFZ – der Western und Eastern Melange Belt – kein Gegenstück auf der Ostseite des OWL sowie einen Versatz nach Süden haben: Sie wurden nicht durch die SCF bewegt, sondern von Südwesten aus gegen sie gedrückt.
Danach geht es merkwürdig weiter. Dem WEMB sehr ähnliche Gesteine (einschließlich des sogenannten Blauschiefers) werden auch auf den San Juan Islands und entlang der Westküsten-Verwerfung an der Westseite von Vancouver Island gefunden. Dies legt nahe, dass das OWL einst eine Blattverschiebung war, vielleicht ein Kontinentalrand, entlang dessen sich Terrane aus dem Südosten bewegten. Doch ähnliche Gesteine kommen auch am Rimrock Lake Inlier vor, etwa 75 km südlich des OWL und gerade westlich der projizierten Spur der SCF sowie in den Klamath Mountains im südwestlichen Oregon. Die weite Verbreitung der Gesteine zu erklären, ist kompliziert; viele Geologen sehen keine Alternative zum Transport einer erweiterten SCF. Doch das erschüttert einige der oben beschriebenen „Lösungen“, so dass darüber keine Einigkeit besteht.

### CLEW und das Columbia Plateau
Weiter östlich tritt das „CLEW“, das von etwa der Kleinstadt Cle Elum (die die Westgrenze der Columbia-River-Basalte markiert) bis zur Wallula Gap (einem engen Durchbruch des Columbia River genau nördlich der Grenze zu Oregon) reichende Segment des OWL. Dieses Segment und der assoziierte Yakima Fold Belt umfassen viele der nordostwärts streichenden Verwerfungen, welche das OWL queren. Es handelt sich hier jedoch um große Aufschiebungen (mit vertikalen Bewegungen), die mit einer kompressionalen Faltung der darüber liegenden Basalte assoziiert sind. Da es typischerweise 3 km breite sedimentische Ablagerungen gibt, welche die Basalte (gleichfalls 3 km mächtig) vom Grundgebirge trennen, sind diese Verwerfungen einigermaßen von tieferen Strukturen isoliert. Unter den Geologen ist es Konsens, dass jegliche Aktivität der Blattverschiebung am OWL vor die 17 Millionen Jahre alte Columbia River Basalt Group zu datieren ist.
Es gibt einige Evidenz dafür, dass einige der nordwestwärts streichenden Bergketten in der Basis-Struktur widergespiegelt sein könnten, aber Charakter und Details der tieferen Struktur sind unbekannt. Ein 260 km langes refraktionsseismisches Profil zeigte eine Anhebung in der zur Erdkruste gehörenden Basis nahe dem OWL, doch die Forscher waren nicht in der Lage zu bestimmen, ob diese Hebung in der Flucht des OWL liegt oder nur zufällig das OWL an derselben Stelle wie das Profil quert; die gravitätischen Daten legen letzteres nahe. Die seismischen Daten zeigten eine Gleichförmigkeit des Gesteinstyps und der Mächtigkeit quer über das OWL, was es unmöglich macht, es als Grenze zwischen kontinentaler und ozeanischer Kruste zu betrachten. Die Ergebnisse wurden dahingehend interpretiert, dass es ein Kontinentales Rifting im Eozän gegeben habe; vielleicht entstand ein nicht als solcher erkennbarer Graben (was aber von anderen in Frage gestellt wurde:9 ) oder es ist mit der Rotation des Klamath-Mountain-Blocks vom Idaho-Batholith weg verbunden (siehe Oregon-Rotation, unten).
Es gibt einen merkwürdigen Wechsel des Charakters des OWL im Zentrum des CLEW, wo es die grob nordwärts streichende Hog-Ranch-/Naneum-Antiklinale quert. Westlich davon scheint das OWL einem Grat in der Basis-Struktur zu folgen, nach Osten folgt es einem Schwere-Gradienten, sehr ähnlich dem Klamath-/Blue-Mountain-Lineament (siehe unten).:1258
Die Bedeutung all dessen ist nicht bekannt.

### Hite-Verwerfungssystem
Jenseits der Wallula Gap ist das OWL identisch mit der Wallula-Verwerfungszone, welche gegen die Blue Mountains läuft. Die Wallula-Verwerfungszone ist aktiv, aber ob dieser Zustand auf das OWL zurückzuführen ist, ist unbekannt; es könnte sein, dass sie wie der Yakima Fold Belt Ergebnis regionaler Spannungen ist; sie ist nur aufgrund oberflächlicher Basalte zuerkennen, ziemlich unabhängig davon, was auch immer im Grundgestein passiert.
An der Westgrenze der Blue Mountains kreuzt die Wallula-Verwerfungszone das nordostwärts streichende Hite-Verwerfungssystem (HFS). Dieses System ist komplex und wurde unterschiedlich interpretiert.:9 Obwohl seismisch aktiv scheint es durch die Wallula-Verwerfung versetzt und damit älter zu sein.:97,90 Andererseits fand eine spätere Studie „keine offensichtliche räumliche Versetzung“, weder beim OWL noch bei mit dem HFS in Zusammenhang stehenden Verwerfungen.:297 Reidel et al. (1993):5,9,fig.3 legten nahe, dass das HFS die östliche Grenze eines Stücks des alten kontinentalen Kratons widerspiegelt (rund um „HF“ – Hite-Verwerfung – auf der Karte zentriert), die nach Süden verschoben ist; Kuehn (1995):95 führte einen Versatz von 80 … 100 Kilometern auf eine linkssinnige Verschiebung (und bedeutsame signifikante vertikale Verschiebungen) entlang des HFS zurück.
Die Interaktion der Wallula- und der Hite-Verwerfungssysteme ist bisher noch nicht verstanden worden. Jenseits des Hite-Verwerfungssystems erreicht das OWL eine Region geologischer Komplexität und Konfusion, wo selbst die Spuren des OWL weniger klar sind, selbst bis zu dem Punkt, wo sowohl die topographische Besonderheit als auch die Wallula-Verwerfung durch die Hite-Verwerfung beendet werden.:2–17 Das ursprüngliche topographische Lineament wie von Raisz beschrieben befindet sich entlang einer Stufe an der Nordostseite der Wallowa Mountains. Es gibt jedoch die Wahrnehmung, dass der Trend der Verwerfung in diesem Gebiet eher südwärts gerichtet ist; es wurde vorgeschlagen, dass die mit dem OWL assoziierte Verwerfung einen großen Schritt südwärts zur Vale-Verwerfungszone macht, welche mit der Snake-River-Verwerfungszone in Idaho verbunden ist. Diese beiden Linien erzeugen eine Biegung im OWL. Die Imnaha-Verwerfung (gegen Riggins (Idaho) streichend) liegt eher in der Flucht des Rests des OWL und in der Flucht der zuvor erwähnten Schwereanomalien, die in den Kontinent hinein verlaufen. Welcher Weg auch immer korrekt sein sollte, es ist bemerkenswert, dass das OWL den Charakter zu wechseln scheint, nachdem es das Hite-Verwerfungssystem gekreuzt hat. Was dies über die Natur des OWL aussagt, ist unklar, obwohl schon Kuehn schloss, dass es im nordöstlichen Oregon und im westlichen Idaho keine tektonisch bedeutende Struktur sei.

### Wallowa-Terran
Wie oben beschrieben wird die Spur des OWL zwischen den Blue Mountains und der Grenze des nordamerikanischen Kratons schwach und einigermaßen verwirrend (die dicke orange Linie auf der Karte, gerade jenseits der Grenze zwischen Oregon und Idaho, dargestellt durch die gestrichelte Linie in der Grafik unten). Dies ist der Wallowa-Terran, ein Stück der Erdkruste, das von irgendwo her hereingebrochen ist und zwischen dem Columbia Embayment im Westen und dem nordamerikanischen Kontinent im Osten und Norden blockiert wurde. Eine bemerkenswerte Besonderheit stellen die abnorm emporgehobenen Wallowa Mountains dar, östlich derer sich der Hells Canyon (Snake River) und die Grenze Oregon-Idaho befinden. Nordöstlich des OWL (Wallowa Mountains) befindet sich das Clearwater-Embayment („CE“ auf der Karte), repräsentiert durch uralte Gesteine des Kratons. Südwestlich dieses Abschnitts des OWL gibt es eine Graben-Region (auf die große Krustenblöcke fielen), die sich etwa 60 mi (97 km) südlich der nahezu parallelen Vale-Verwerfungszone erstreckt (siehe Grafik unten).

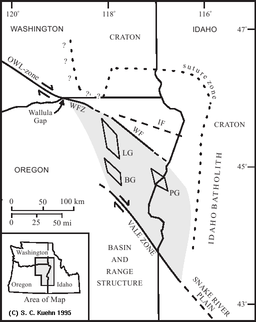
Wallula-/Vale-Transferzone und Umgebung.
WFZ – Wallula-Verwerfungszone;
IF – Imnaha-Verwerfung;
WF – Wallowa-Verwerfung;
LG – La Grande-Graben;
BG – Baker-Graben
PG – Pine-Valley-Graben.
Karte freundlicherweise zur Verfügung gestellt von S. C. Kuehn.

Die Bildung von Graben(brüchen) findet dort statt, wo die Erdkruste gespannt wird oder sich ausdehnt. Es gibt verschiedene Erklärungen, warum dies in dieser Region geschehen ist. Kuehn (1995) stellte die Theorie auf, dass eine rechtssinnige Bewegung an der Wallula-Verwerfung auf eher südlich gelegene andere Verwerfungen wie die Vale-Verwerfung übertragen wurde, woraufhin er die Region als Wallula-/Vale-Transfer-Zone bezeichnete. Essman (2003) legte nahe, dass die Deformation der Erdkruste in dieser Region eine Fortsetzung der Becken und Ketten unmittelbar südlich sei, wobei er jegliche Verbindung zum OWL für nebensächlich hielt. Eine weitere Erklärung besteht darin, dass eine Rotation eines Teils von Oregon im Uhrzeigersinn (Diskussion siehe unten) um einen Punkt nahe der Wallula Gap die Blue Mountains vom OWL weggezogen hätte; dies könnte auch erklären, warum das OWL hier gebogen ist.
Diese Theorien mögen alle ihre Wahrheiten haben, doch was sie in Bezug auf Genese und Struktur des OWL aussagen könnten, wurde bisher nicht zu Ende gedacht.
Der Hells Canyon – die tiefste von einem Fluss geschaffene Schlucht Nordamerikas – ist wegen der großen Höhen, die sie durchschneidet, derart tief. Das ist im Allgemeinen der Verjüngung der Erdkruste geschuldet, welche dem aus dem Erdmantel stammenden heißeren und daher leichteren und schwimmfähigen Material erlaubt, weiter an die Oberfläche vorzudringen. Nach Meinung vieler hängt dies mit dem Yellowstone-Hotspot und den Columbia-River-Basalten zusammen; der Charakter dieses Zusammenhangs wird heiß debattiert. (Siehe auch „The plume coffin?“, „The Great Mantle Plume Debate“ und „Beneath Yellowstone“ sowie Humphreys et al. (2000). Siehe auch Xue & Allen (2006):316 für zusätzliche Quellen.)
Während Yellowstone-Hotspot und Columbia-River-Basalte nicht direkt mit dem OWL zu interagieren scheinen, könnte doch die Klärung ihres Ursprungs und Kontextes einiges aus dem Umfeld des OWL klären und selbst mögliche Modelle erzwingen. Gleiches gilt für die Klärung von der Natur und Geschichte des Wallowa-Terrans, insbesondere der Natur und der Ursachen der offensichtlichen Verformung und der mehrfachen Lineaturen im OWL in dieser Region; dies würde einen wichtigen Schritt hin zum Verständnis des OWL bedeuten.

### Columbia Embayment und KBML
Das Grundgebirge unter dem heutigen Washington und Oregon besteht wie der Großteil des Kontinents aus prä-känozoischen (mehr als 66 Millionen Jahre alten) Gesteinen. Die Ausnahme bilden das südwestliche Washington und Oregon, die praktisch keine prä-känozoischen Schichten aufweisen. Dies nennt man die Columbia Embayment, eine große Kerbe im nordamerikanischen Kontinent, die durch Teile der ozeanischen, von dicken Sedimenten bedeckten Kruste, charakterisiert ist.:154  („Embayment“ – dt. „Einbuchtung“ – ist möglicherweise eine irreführende Bezeichnung, das sie eine Eindellung der Küste suggeriert, die nur in Bezug auf die heutige Küste so zu sein scheint. In geologischen Zeiträumen zuvor lag die Küste Nordamerikas in Idaho und Nevada, wie später beschrieben wird.)
Die Columbia Embayment ist von Interesse, weil ihre nördliche Grenze in etwa mit dem OWL in einer Flucht liegt. Die Abweichungen liegen hauptsächlich in der Region der CLEW, wo die Sedimente unter den Basalten des Columbia Basin begraben sind, und im Puget Sound, wo sich die känozoischen Gesteine bis nach Vancouver Island ausdehnen. (Die Kontaktzone zwischen ozeanischer und kontinentaler Kruste scheint die Southern-Whidbey-Island-Verwerfung darzustellen, wie unten diskutiert. Ob diese Kontaktzone südwärts über das OWL hinaus reicht, ist bisher nicht bekannt.) Ob das OWL eine tiefer liegende Krustengrenze reflektieren könnte, wurde von geophysikalischen Studien in Frage gestellt, welche die von einer solchen Grenze erwarteten Eigenschaften haben könnten – oder auch nicht. (Cantwell et al. (1965) sehen z. B. irgendeine Art Grenze, während Catchings & Mooney (1988) dies nicht tun.)
Die südliche Grenze der Columbia Embayment verläuft entlang einer Linie von den Klamath Mountains an der Küste Oregons bis zu einem Punkt in den Blue Mountains gerade östlich der Wallula Gap. Im Gegensatz zum OWL hat diese Linie nur eine geringe topographische Entsprechung und ist abgesehen vom Hite-Verwerfungssystem nicht mit irgendeinem Haupt-Verwerfungssystem assoziiert. (Das Fehlen eines topographisch erkennbaren Refliefs könnte auf das Auffüllen durch die Grande-Ronde- und Picture-Gorge-Basaltflüsse, Teile der Columbia-River-Basalte, bedingt sein.:297) Doch eine Kartierung der Schwereanomalien zeigt definitiv ein Lineament, etwas mehr als 700 km lang, das sogenannte Klamath-/Blue-Mountain-Lineament (KBML). Dieses Lineament ist hier von Interesse wegen der Möglichkeit, dass es früher mit dem OWL konjugiert gewesen sein könnte, wie im folgenden Abschnitt diskutiert wird.

### Oregon-Rotation
In der Folge wird die Situation sehr interessant. Messungen zum Paläomagnetismus (die Aufzeichnung der räumlichen Orientierung des Gesteins zum Zeitpunkt des Erstarrens) an einer Reihe von Orten in der Coast Range – von den Klamath Mountains bis zur Olympic Peninsula – zeigen konsistente Daten zu einer Rotation um den Uhrzeigersinn um 50 … 70 Grad. Geologen werden oft von den Ergebnissen geophysikalischer Methode beunruhigt, welche sie für verschiedene Fehlersorten halten. Die Geophysiker beanspruchen dagegen, ihre Ergebnisse seien konsistent und schlössen solche Fehler aus (siehe Karte unten). Eine Interpretation davon ist, dass West-Oregon und Südwest-Washington als fester Block um einen Drehpunkt an dessen nördlichem Ende nahe der Olympic Peninsula rotiert sind.

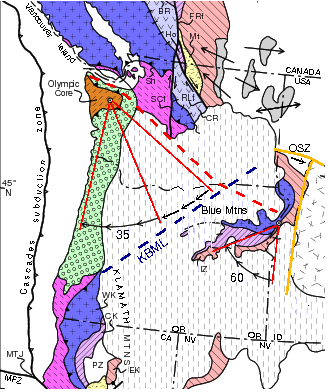
Rotation der Coast Range (hellgrün) und der Blue Mountains, dargestellt durch rote Linien. (Die Quellen sind hinsichtlich der Menge und Lage der Pole uneinheitlich; siehe Text) Die gestrichelte rote Linie ist das OWL, die gestrichelte blaue Linie das KBML; die Kreuzung liegt etwa am Ort der Wallula Gap. Original-Karte mit freundlicher Genehmigung von William R. Dickinson. (Siehe Dickinson (2004) für eine frühere Version.)

Das Interessante ist: Eine simulierte Rotation zurück zum Ausgangspunkt bringt die Coast Range auf eine dem OWL nahezu gegenüber gestellte Position. Hammond (1979) vermutet, dass die Coast Range (in der Annahme, es handele sich um unterseeische Berge, die zuvor mit dem Kontinent verschmolzen sind), vor etwa 50 Millionen Jahren im mittleren Eozän beginnend, vom Kontinent abriss. Diese Interpretation setzt einen „Back-Arc“ des Magmatismus voraus, vielleicht von einer Subduktionszone genährt und möglicherweise mit dem Eindringen verschiedener Plutone in die North Cascades vor etwa 50 Millionen Jahren verbunden. Merkwürdigerweise geschah dies, als der Kula-/Farallon-Rücken unter dem OWL vorbeikam (siehe Diskussion unten). Magill & Cox (1981) entdeckten ein plötzliches „Vorschnellen“ durch schnelle Rotation vor etwa 45 Millionen Jahren. Dies könnte zur selben Zeit passiert sein, als der Gesteinsblock mit dem Sierra-Nevada-Block von Kalifornien zusammenprallte; Simpson & Cox (1977) merkten an, dass es vor etwa 40 Millionen Jahren einen Richtungswechsel der Pazifischen Platte gab, vielleicht aufgrund der Kollision mit einer anderen Platte. (Grund und Eigenart des Abreißens scheinen bisher nicht vollständig aufgeklärt. Verschiedene Komplikationen bei der Subduktion der Kula- und der Farallon-Platte könnten dabei eine Rolle gespielt haben.)
Während dieser Rotation der Coast Range wurde der Block der Kontinentalkruste, der heute die Blue Mountains (an der Ostseite des KBML) bildet, ebenfalls vom Idaho-Batholith abgerissen und drehte sich um etwa 50 Grad, jedoch um einen Punkt nahe der Wallula Gap (oder vielleicht auch weiter östlich). (In einer späteren Arbeit neigt Dickinson (2009?) zu einer östlicheren Lage des Angelpunktes, wie auf der Karte verzeichnet.) In der entstehenden Lücke wurde die Kruste gedehnt und verdünnt; der Auftrieb des heißeren Mantels trug schließlich zur Hebung der Wallowa und der Seven Devils Mountains und vielleicht auch zum Eindringen der Columbia-River-Basalte und weiterer Basaltflüsse bei.
Während das Modell von der Rotation eines kompakten Blocks reizvoll ist, ziehen viele Geologen eine andere Interpretation vor, welche die Rotation des gesamten Blocks minimiert und statt des Riftings eine „rechtssinnige Scherung“ (die aus der relativen Bewegung der Pazifischen Platte an der Nordamerikanischen Platte vorbei oder vielleicht aus der Ausdehnung der Provinz der Becken und Ketten resultiert) als primäre treibende Kraft einführt. Die großen Werte paläomagnetischer Rotation werden durch ein „Kugellager-Modell“ erklärt: Der gesamte Oregon-Block (West-Oregon einschließlich der Kaskadenkette und des südwestlichen Washington) werden als aus vielen kleineren Blöcken (in der Größenordnung von Dutzenden Kilometern) zusammengesetzt betrachtet, von denen jeder unabhängig um seine eigene Achse rotiert. Die Evidenz solcher kleinen Blöcke (zumindest in Südwest-Washington) wird dazu vorausgesetzt. Eine spätere Arbeit hat versucht herauszuarbeiten, wie viel von der paläomagnetischen Rotation die eigentliche Block-Rotation widerspiegelt; obwohl die Größenordnung der Rotation reduziert wurde (bis auf nur etwa 28°) scheint das Modell nicht vollständig aufzugehen. Wie dies das postulierte Rifting auslöst, wurde anscheinend nicht betrachtet. Eine jüngere Arbeit basierte auf der Analyse von GPS-Messungen und schlussfolgerte, dass „der Großteil des Pazifischen Nordwestens durch wenige große rotierende elastische Krustenblöcke beschrieben werden kann“,:1338 merkte jedoch an, dass in einer etwa 50 km breiten Zone an der Küste Oregons die scheinbare Rotationsrate doppelt so groß ist; das legt nahe, dass mehrere Modelle anwendbar sein könnten.
Moderne Messungen zeigen, dass Zentral-Oregon immer noch rotiert, wobei die berechneten Rotationspole die Wallula Gap einschließen, welche etwa die Kreuzung des OWL und des KBML darstellt. Es ist faszinierend, in Betracht zu ziehen, ob das KBML an dieser Rotation beteiligt war, doch ist dies auch unklar; dass es an der Kreuzungsstelle mit dem OWL nicht verzerrt ist, legt nahe, dass es dies nicht tut. Das OWL scheint die Nordgrenze des rotierenden Blocks zu sein,:3120,concl. und der Mangel an paläomagnetischen Daten südöstlich des KBML legt nahe, dass dieses die Südgrenze darstellen könnte. Die Details all dessen liegen allerdings im Dunkeln.

### Puget Sound
Ein weiteres bemerkenswertes Element, welches das OWL quert, ist der Puget Sound, und es ist merkwürdig, die möglichen Auswirkungen einer Puget-Sound-Verwerfung in Betracht zu ziehen. (Eine solche Verwerfung wurde einst auf der Basis verschiedener mariner seismischer Daten vorgeschlagen, doch wurde dieser Vorschlag strikt zurückgewiesen und scheint inzwischen aufgegeben worden zu sein.) Die kombinierte terrestrische und bathymetrische Topographie zeigt ein eigenständiges Lineament entlang der Westseite des Puget Sound von Vashon Island (gerade nördlich von Tacoma) nordwärts zur Westseite von Holmes Harbor und der Saratoga Passage bei Whidbey Island. Doch bei Port Madison wird es von einem Versatz von mehreren Meilen aufgetrennt.
Interessanterweise liegt der südliche Abschnitt ungefähr im Bereich des OWL. Dies legt einen rechtssinnigen (dextralen) Versatz entlang einer Blattverschiebung nahe. Wenn dies jedoch der Fall ist, sollte es eine große Verwerfung in der Nachbarschaft von Port Madison geben, welche bis Seattle verläuft (vielleicht am Lake Washington Ship Canal) – doch dafür liegt noch weniger Evidenz als für die Puget-Sound-Verwerfung vor. (Der südliche Abschnitt dieses Lineaments befindet sich dort, wo Brandon (1989) die Grenze des Kaskaden-Orogens – den „Cenozoic Truncation Scar“ [dt. etwa „Känozoische Abbruch-Narbe“] in seiner Abb. 1 – lokalisierte. Es ist nicht bekannt, dass diese Grenze mit der Southern-Whidbey-Island-Verwerfung identisch wäre, welche Whidbey Island nahe Holmes Harbor quert und südostwärts streicht.) Die Bedeutung dieses Lineaments und seines Versatzes sind vollständig unbekannt. Dass es in der Eiszeit (vor etwa 16.000 Jahren) Ablagerungen gab, impliziert ein sehr junges, aber unbekanntes Ereignis; doch vielleicht haben diese Ablagerungen auch nur viel ältere bedeckt. Ein heute festzustellender Versatz könnte die offensichtliche Verschiebung der von Nord nach Süd verlaufenden glazialen Drumlins erklären, die vom Lake Washington Ship Canal geteilt werden, doch ist dies in den östlicheren Bereichen nicht mehr festzustellen.
Alternativ – und dies würde in Bezug auf das OWL äußerst relevant erscheinen – könnten auch andere Prozesse als Blattverschiebungen diese Lineamente geschaffen haben.

### Seattle-Verwerfung
Eine lokal bemerkenswerte Besonderheit, welche die Zone des OWL quert, ist die von Ost nach West verlaufende Seattle-Verwerfung (SF). Es handelt sich nicht um eine Blattverschiebung, sondern um eine Überschiebung, an der eine relativ flache Gesteinsscholle von Süden her über den nördlichen Teil (und über das OWL) geschoben wird. Eines der aufgestellten Modelle erklärt die Aufschiebung der Gesteinsscholle durch eine in acht Kilometern Tiefe verborgene Struktur. Ein anderes Modell setzt die Basis der Scholle gleichfalls in acht Kilometern Tiefe auf einer Struktur auf, welche ein Rollen der vorgeschobenen Kante verursacht. (Siehe Abb. 17 in Johnson et al. (2004) für die Querschnitte verschiedener Modelle.) Der Charakter der darunter liegenden Struktur ist unbekannt. Geophysikalische Daten indizieren weder eine große Verwerfung noch irgendeine Grenze von Krustenblöcken entlang der Front der Seattle-Verwerfung und auch nicht entlang des OWL, doch könnte dies durch die begrenzte Reichweite der geophysikalischen Methoden bedingt sein. Aktuelle geologische Karten von der Ostseite der Seattle-Verwerfung:24 legen eine Abscherung (horizontal eben) in etwa 18 Kilometern Tiefe nahe.
Diese Modelle wurden bei der Untersuchung des westlichen Abschnitts der Seattle-Verwerfung entwickelt. Im mittleren Abschnitt, wo die SF die oberflächlich anstehenden mit dem OWL assoziierten eozänen Gesteine quert, mäandrieren verschiedene Stränge der SF – die anderswo einigermaßen geordnet verlaufen. Die Bedeutung dessen und das Wesen der Interaktionen mit den eozänen Gesteinen sind gleichfalls nicht bekannt.
Eine Untersuchung der verschiedenen Stränge der Seattle-Verwerfung – insbesondere im mittleren Abschnitt – ergab, dass sie ähnlich den Wellen in einem Fluss einige tiefere Schwellen schräg queren. Dies ist eine faszinierende Idee, welche erklären könnte, wie lokale und scheinbar unabhängige Objekte in der Tiefe und sogar in großem Maßstab quer durch die Skalen organisiert sein könnten, doch scheint dies nicht Betracht gezogen worden zu sein. Das geht wahrscheinlich teilweise darauf zurück, dass es keine Informationen über Charakter und Struktur der oberen Erdkruste gibt, wo eine solche Struktur existieren könnte.

### Southern-Whidbey-Island-Verwerfung und RMFZ
Die Southern-Whidbey-Island-Verwerfung (SWIF), welche nahezu parallel zum OWK von Victoria (British Columbia) aus südostwärts bis zu den Ausläufern der Cascade Range nordöstlich von Seattle verläuft, ist als Kontakt zwischen dem ozeanischen Krustenblock der Coast Range nach Westen und dem prä-känozoischen kontinentalen Block der Kaskadenkette nach Osten bemerkenswert. Sie scheint mit der eher südwärts orientierten rechtssinnig verlaufenden Rattlesnake-Mountain-Verwerfungszone (RMFZ), welche den Rattlesnake Mountain (nahe North Bend) überquert, verbunden zu sein, welche einen ähnlichen tiefsitzenden Kontakt zwischen verschiedenen Arten des Grundgebirges darstellt. An der Südseite des Rattlesnake Mountain – exakt dort, wo das erste Lineament des OWL getroffen wird – wendet sich mindestens ein Strang der RMFZ (die anderen sind verborgen) nach Cedar Falls und den Cedar River aufwärts. Andere Verwerfungen im Süden zeigen eine ähnliche Wendung. (Aktuelle Kartierungen zeigen eine Vervielfachung der Verwerfungs-Stränge; es ist möglich, dass diese scheinbar bogenförmigen Verwerfungen Artefakte einer leicht verwirrenden Kartierung sind.) Es liegt nahe, dass eine generelle Wendung oder Schleifenbildung über das OWL hinweg noch nicht für das Muster physiographischer Besonderheiten, welche das OWL ausprägen, offensichtlich sind. Mit der Erkenntnis, dass die Seattle-Verwerfung und die RMFZ die Kanten eines großen, sich nach Norden bewegenden Blocks sind, gibt es einen davon getrennten Eindruck, dass diese Verwerfungen und selbst einige der topographischen Besonderheiten um die Ecke des Snoqualmie Valley herum „fließen“. Auch wenn dieses „Fließen“ eines Berges um ein Tal herum skurril erscheinen sollte: Man sollte im Hinterkopf behalten, dass, auch wenn das oberflächliche Relief etwa einen dreiviertel Kilometer hoch ist, das fließende Material bis in 18 Kilometer Tiefe reichen könnte.:13 (Die Analogie von Eisbergen, die sich um eine Sandbank herum bewegen, ist ziemlich passend.) Es lohnt sich festzuhalten, dass der Cedar Butte – ein kleiner Hügel gerade östlich von Cedar Falls – das am weitesten südwestwärts vorgeschobene Objekt in der Region einiger sehr alter kreidezeitlicher (prä-känozoischer) metamorpher Gesteine darstellt. Es scheint ziemlich plausibel, dass es in der Tiefe einige gut gegründete und verhärtete Hemmnisse gibt, um die herum die flacheren und jüngeren Sedimentflüsse strömten. In einem solchen Kontext wären die beobachteten bogenförmigen Verwerfungen sehr natürlich.

## Weiter gefasster Kontext
Es wird allgemein angenommen, dass das Muster des OWL eine Manifestation tiefliegender physikalischer Strukturen oder Prozesse ist (das „Ur-OWL“), welches durch das Studium seiner Auswirkungen auf andere Strukturen erläutert werden könnte. Wie gezeigt wurde, hat das Studium der Besonderheiten, die mit dem OWL interagieren könnten, wenig erbracht: eine vorläufig bestimmte Zeitspanne (zwischen 45 und 17 Millionen Jahren vor heute), Vorstellungen, das Ur-OWL könnte aus großer Tiefe der Erdkruste stammen und die Evidenz, das OWL sei (entgegen den Erwartungen) nicht selbst eine Grenze zwischen der ozeanischen und der kontinentalen Kruste.
Das Fehlen von Ergebnissen legt erstmal nahe, dass der „weiter gefasste Kontext“ des OWL in Betracht gezogen werden sollte. Im Folgenden sind einige Elemente dieses weiter gefassten Kontexts aufgeführt, welche in irgendeiner Weise – oder auch nicht – mit dem OWL in Beziehung stehen könnten.

### Plattentektonik
Der am weitesten gefasste Kontext des OWL ist das globale System der Platten, das durch den Konvektionsstrom im Erdmantel getrieben wird. Die primären Abläufe an der Westgrenze der nordamerikanischen Platte sind das Verschmelzen, die Subduktion, die Obduktion und die Translation von Platten, Mikro-Platten, Terranen und Krustenblöcken zwischen den konvergierenden Platten Nordamerikas und des Pazifiks. (Für eine ausgezeichnete Übersicht über die geologische Geschichte Washingtons siehe Townsend & Figge (2002).)
Die wichtigste tektonische Platte in dieser Region (Washington, Oregon, Idaho) ist die nordamerikanische Platte, die aus einem Kraton uralter, relativ stabiler kontinentaler Kruste und verschiedenen zusätzlichen Teilen, die mit ihm verschmolzen sind, besteht; dies ist im Grunde der gesamte nordamerikanische Kontinent. Die Interaktion der nordamerikanischen mit mehreren anderen Platten, Terranen usw. an ihrer Westkante ist der primäre Antrieb der geologischen Prozesse in dieser Region.
Seit dem Auseinanderbrechen des Superkontinents Pangaea im Jura (vor etwa 250 Millionen Jahren) bestand der hauptsächliche tektonische Prozess in der Region aus der Subduktion der Farallon-Platte (siehe unten) sowie ihrer verbliebenen Fragmente (Kula-Platte, Juan-de-Fuca-Platte, Gordaplatte und Explorer-Platte) unter die nordamerikanische. Sobald die nordamerikanische Platte sich über das letzte Reststück geschoben haben wird, kommt sie mit der pazifischen Platte in Kontakt und bildet dabei generell eine Transformstörung wie die Queen-Charlotte-Verwerfung. Diese Transformstörung würde dann von Vancouver Island im Norden bis zur San-Andreas-Verwerfung an der kalifornischen Küste im Süden reichen. Zwischen diesen befindet sich die Cascadia-Subduktionszone, der letzte Abschnitt einer Subduktionszone, die sich einst von Mittelamerika bis Alaska erstreckte.
Dies war kein stetiger Prozess. Vor 50 Millionen Jahren gab es einen Richtungswechsel in der Bewegung der Pazifischen Platte (wie im Bogen der Hawaii-Emperor-Kette zu erkennen). Dies hatte Rückwirkungen auf alle benachbarten Platten und könnte etwas mit der Initiation der Straight-Creek-Verwerfung und dem Ende der Laramischen Gebirgsbildung (der Hebung der Rocky Mountains) zu tun haben. Dieses Ereignis könnte die Phase des OWL begründet haben, da ein Großteil der Kruste, in welcher es auftritt, in dieser Epoche (dem frühen Eozän) gebildet wurde; es könnte den Beginn des OWL markieren. Weitere evidente Fakten legen eine ähnliche Reorganisation der Platten vor etwa 80 Millionen Jahren nahe,:561 was möglicherweise mit dem Beginn der Laramischen Gebirgsbildung einhergeht. Ward (1995) machte mindestens fünf „große chaotische tektonische Ereignisse seit der Trias“ aus. Jedes dieser Ereignisse ist ein möglicher Kandidat für die Schaffung der Bedingungen oder Strukturen, welche das OWL oder das Ur-OWL zur Folge hatte, aber die Kenntnis darüber, was diese Ereignisse waren oder selbst ihre Auswirkung, sind selbst noch chaotisch.
Ein Strom von Terranen – Krustenblöcken – verkompliziert die geologischen Verhältnisse; diese Terrane strömten entlang des Kontinentalrandes über mehr als 120 Millionen Jahre:? (und womöglich schon sehr viel länger) nordwärts, was kürzlich als North Pacific Rim orgenic Stream (NPRS) bezeichnet wurde. Diese Terrane könnten jedoch für das OWL nebensächlich sein, da es Hinweise darauf gibt, dass lokale tektonische Strukturen substanziell durch das tiefere und viel ältere (z. B. präkambrische) Grundgebirge und selbst durch Strukturen des Erdmantels hervorgerufen wurden.

### Subduktion der Farallon- und der Kula-Platte
Vor ungefähr 205 Millionen Jahren (während des Jura) begann der Superkontinent Pangaea auseinanderzubrechen, als ein Grabenbruch die Nordamerikanische Platte von dem trennte, was heute Europa ist, und sie westwärts gegen die Farallon-Platte schob. Während der folgenden Kreidezeit (vor 144 bis 66 Millionen Jahren) war die gesamte Pazifikküste von Nordamerika, von Alaska bis Mittelamerika, eine Subduktionszone. Die Farallon-Platte ist wegen ihrer einstigen Größe bemerkenswert, außerdem taucht sie nahezu horizontal unter den Großteil der heutigen Vereinigten Staaten und Mexikos; sie ist wahrscheinlich mit der Laramischen Gebirgsbildung verbunden.  Vor etwa 85 Millionen Jahren trennte sich der Teil der Farallon-Platte, der vom heutigen Kalifornien bis zum heutigen Alaska reichte, von der Kula-Platte.
Die Zeitspanne von vor 50 … 48 Millionen Jahren (das mittlere Eozän) ist insbesondere deswegen interessant, weil während dessen der subduzierte Kula-/Farallon-Rücken das heutige OWL passierte. (Eine leicht abweichende Sicht ist, dass dieses Stück der Kula-Platte abbrach, um die sogenannte Resurrection-Platte [dt. etwa „Wiederauferstehungs-Platte“] zu bilden, so dass schließlich der Resurrection-/Farallon-Rücken entstand. Das Burke Museum zeigt ein einige Grafiken davon.) Diese Zeit markiert auch den Beginn der Oregon-Rotation, möglicherweise verbunden mit einem Rifting entlang des OWL, und die Initiation der Queen-Charlotte- und der Straight-Creek-Verwerfung. Das Timing scheint bedeutsam, doch wie das alles zusammenhängen könnte, ist unbekannt.
Vor etwa 30 Millionen Jahren wurde ein Teil des sich ausbreitenden Zentrums zwischen der Farallon-Platte und der Pazifischen Platte unter Kalifornien subduziert und brachte die Pazifische Platte in direkten Kontakt zur Nordamerikanischen Platte; dabei entstand die San-Andreas-Verwerfung. Der Rest der Farallon-Platte teilte sich, der nördliche Teil wurde zur Juan-de-Fuca-Platte; Teile von dieser brachen anschließend auseinander und bildeten die Gorda-Platte und die Explorer-Platte. Während dieser Zeit wurde das letzte Stück der Kula-Platte subduziert, was die Queen-Charlotte-Verwerfung an der Küste von British Columbia initiierte; die Subduktion an der Küste wurde bis auf die Cascadia-Subduktionszone unter Oregon und Washington reduziert.

### Newberry-Hotspot-Track – Brothers-Verwerfungszone

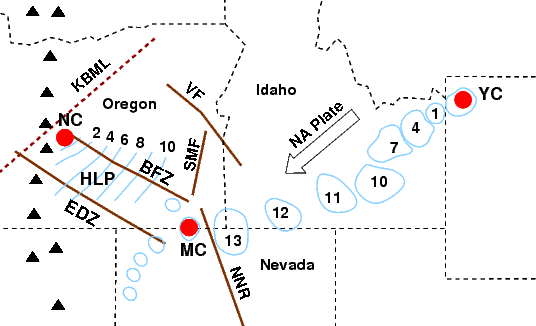
Die Altersttufen der Rhylithlavamassen (hellblau) von der McDermitt Caldera (MC) bis zur Yellowstone Caldera (YC) zeichnen die Spur der Bewegung der Nordamerikanischen Platte über den Yellowstone-Hotspot hinweg nach. Ähnliche Alterabstufungen von Laven quer über die High Lava Plains (HLP) hin zur Newberry-Caldera (NC) werden als Newberry-Hotspot-Track bezeichnet, gehen jedoch in Bezug auf die Bewegung der Platte über einen Hotspot in die falsche Richtung. Die Zahlen bedeuten das Alter in Millionen Jahren. VF = Vale-Verwerfung, SMF = Steens-Mountain-Verwerfung, NNR = North Nevada Rift.

Der Newberry-Hotspot-Track – eine Serie von Vulkankegeln und Lavaflüssen, die eng mit der Brothers-Verwerfungszone (BFZ) übereinstimmt – ist wegen der Parallelität zum OWL interessant. Im Gegensatz zu allen anderen Besonderheiten des OWL können diese Lavaströme datiert werden. Sie zeigen ein westwärts fortschreitendes Alter von ihrem Ursprung an der McDermitt Caldera an der Grenze von Oregon und Nevada bis zum Newberry-Vulkan. Interessanterweise scheint der Yellowstone-Hotspot seinen Ursprung gleichfalls in der Umgebung der McDermitt Caldera zu haben und wird im Allgemeinen für eng assoziiert mit dem Newberry-Magmatismus gehalten. Doch während die Spur des Yellowstone-Hotspot quer über die Snake River Plain mit dem übereinstimmt, was man von der Bewegung der nordamerikanischen Platte über eine Art im darunterliegenden Erdmantel fixierten „Hotspots“ erwartet, verläuft die Spur des Newberry-„Hotspot“ schräg über die nordamerikanische Platte hinweg; sie ist damit nicht konsistent zum Hotspot-Modell.
Alternative Modelle sind u. a.:
1. der Materialfluss von der obersten Schicht des Erdmantels (Asthenosphäre) um die Kante der Juan-de-Fuca-Platte herum (auch „Vancouver Slab“),
2. Flüsse, welche die Topographie der Lithosphäre (wie z. B. die Kante eines Kratons) widerspiegeln,
3. Verwerfungen in der Lithosphäre, oder
4. die Erweiterung der Basin and Range Province (welche im Umkehrschluss aufgrund der Interaktionen zwischen der nordamerikanischen, der pazifischen und der Farallon-Platte sowie vielleicht der Subduktion des Tripelpunkts, an dem die drei Platten zusammenstoßen, entstanden sein könnte).

Keines dieser Modelle ist jedoch bisher voll akzeptiert. (Z. B. schlossen Xue & Allen (2006), dass der Newberry-Track das Produkt eines von der Lithosphäre kontrollierten Prozesses sei [wie Verwerfungen in der Lithosphäre oder die Erweiterung der Becken und Ketten]; Zandt & Humphreys (2008) stimmen dem nicht zu und machen einen Fluss im Erdmantel rund um die absinkende Gordon-/Juan-de-Fuca-Scholle aus.) Diese Modelle machen generell nur den Versuch, die Quelle des Newberry-Magmatismus in Betracht zu ziehen; sie betrachten den „Track“ (dt. „Spur“) als bereits vorher existierende Schwächen in der Erdkruste. Bisher zieht keines der Modelle die spezielle Ausrichtung der BFZ oder die parallele Eugene-Denio- bzw. Mendocino-Verwerfungszone (siehe Karte) in Betracht.

### Bermuda-Hotspot-Track?
Es wurde mindestens schon 1963:fig.2 angemerkt, dass das OWL in der Flucht der Kodiak-Bowie-Tiefseeberg-Kette (engl. „Kodiak-Bowie Seamount Chain“) liege. Eine 1983 von Morgan veröffentlichte Studie legt nahe, dass diese Tiefseeberg-OWL-Flucht die Passage des Bermuda-Hotspot vor etwa 150 Millionen Jahren markiert. (Dieselbe Passage wurde auch in die Erklärung des Mississippi Embayment einbezogen.) Es bestehen jedoch erhebliche Zweifel darüber, ob der Bermuda-Hotspot überhaupt ein Hotspot ist, und das Fehlen irgendeiner unterstützenden Evidenz macht diesen vermeintlichen Hotspot komplett spekulativ.
Die Veröffentlichung von 1983 legte auch nahe, dass die Passage eines Hotspot die kontinentale Kruste schwächt, so dass sie für ein Rifting anfällig wird. Könnte aber die Beziehung schließlich in die andere Richtung laufen: Sammeln sich diese „Hotspots“ in Zonen, in denen die Kruste schon (aus bisher unbekannten Gründen) geschwächt ist? Der vermutete Newberry-Hotspot-Track könnte dies veranschaulichen (siehe den Abschnitt „Megascherungen“ unten), doch die Anwendung dieses Konzepts im Allgemeinen ist bisher nicht akzeptiert. Eine Anwendung auf das OWL würde die Beantwortung einiger anderer Fragen voraussetzen, z. B. wie Spuren eines 150 Millionen Jahre vergangenen Ereignisses der Verlagerung nordwärts nach Alaska, um eine nicht mehr als 41 Millionen Jahre alte Struktur (siehe Straight-Creek-Verwerfung) zu beeinflussen, widerstanden haben könnten. Vielleicht gibt es eine Erklärung, welche die Geologen nur noch nicht gefunden haben.

### Orofino-Scherungszone
Das OWL wird gerade östlich der Grenze zwischen Oregon und Idaho, wo es die nordwärts strebende West-Idaho-Scherungszone (WISZ) erreicht, undeutlich, vielleicht endet es sogar. (Die Zone wird auch West-Idaho-Naht-Zone oder Salmon-River-Naht-Zone genannt, je nachdem, welcher Teil ihrer langen Geschichte gemeint ist.:2–3 :1119–1120) Es handelt sich um eine nahezu vertikale tektonische Grenze zwischen den verschmolzenen ozeanischen Terranen im Westen und den plutonischen und metamorphen Gesteinen des nordamerikanischen Kratons (den urtümlichen kontinentalen Kern) im Osten. Vom Mesozoikum bis vor etwa 90 Millionen Jahren (in der mittleren Kreidezeit) war dies die Westkante des nordamerikanischen Kontinents, in die mehrere jenseits der Küste gelegene Terrane einbrachen und nach Norden glitten.
Nahe der Kleinstadt Orofino (gerade östlich von Lewiston (Idaho)) ist etwas merkwürdiges zu beobachten: Die Kante des Kratons macht eine scharfe, rechtwinklige Wending nach Westen. Was tatsächlich geschieht, ist ein Abschneiden der WISZ durch die westnordwestwärts strebende Orofino-Scherungszone (OSZ), welche westwärts grob parallel zum OWL verläuft, bis sie unterhalb der Columbia-River-Basalte verschwindet und südostwärts quer durch Idaho und vielleicht darüber hinaus verfolgt werden kann. Dieses Abschneiden geschah vor 90 … 70 Millionen Jahren, möglicherweise aufgrund des Andockens des „Insular-Super-Terrans“ (welcher heute die Küste von British Columbia bildet).:1119,1129,1131 Dies war eine große linkssinnige Transformstörung, deren nördliche Fortsetzung der WISZ für eine der Verwerfungen in den North Cascades gehalten wird. Ein ähnlicher Versatz kann zwischen den kanadischen Rocky Mountains in British Columbia und den US-amerikanischen Rocky Mountains im südlichen Idaho und im westlichen Wyoming beobachtet werden.:357,fig.1 (Siehe auch Abbildung 1 in O’Neill et al. (2007) und Abbildung 1 in Hildebrand (2009).)
Danach geschah noch einmal etwas merkwürdiges: Bevor die westwärts strebende Kratonkante sich nach Norden wandte, schien sie einen Schlenker nach Süden in Richtung des heutigen Walla Walla (nahe der Grenze zu Oregon gelegen) und der Wallula Gap (die orange Linie auf der Regional-Karte oder die gestrichelte Linie auf der anderen Karte). (Obwohl Südost-Washington fast vollständig von den Columbia-River-Basalten bedeckt ist, brachte eine Bohrung in diesem Schlenker charakteristische Gesteine des Kratons zutage.:5,9,fig.3) Es scheint, dass die OSZ einen Versatz haben könnte, vielleicht durch die Hite-Verwerfung, der jedoch – entgegen dem regionalen Trend – nach Süden gerichtet ist. Wenn dies ein quergerichteter Versatz wäre, würde er jünger als die OFZ sein (weniger als 70 Millionen Jahre alt), sowie älter als das OWL, welches keinen Versatz aufweist. Dass OWL und OFZ (zusammen mit vielen anderen Strukturen) parallel verlaufen, legt einige Gemeinsamkeiten nahe, vielleicht eine Verbindung auf einer tieferen Ebene. Aber die Versatze deuten darauf hin, dass sie voneinander unabhängig entstanden.

### Megascherungen
Die OFZ (auch Trans-Idaho-Diskontinuität genannt) ist ein lokales Segment einer größeren Struktur, welche erst kürzlich entdeckt wurde, der sogenannten Great Divide Megashear (dt. etwa „Große Trennende Megascherung“). Östlich der WISZ wendet sich diese nach Südosten (im Großen und Ganzen wie das OWL hinter der Wallula Gap), um der Clearwater-Verwerfungszone der kontinentalen Wasserscheide nahe der Grenze zwischen Idaho und Montana bis zum äußersten Nordwesten von Wyoming zu folgen. Von dort an scheint sie sich mit der Snake-River-/Wichita-Verwerfungszone zu vereinigen, welche durch Colorado und Oklahoma verläuft. Einige Quellen haben diesen Verlauf als Olympic-/Wichita-Lineament beschrieben (z. B. Vanden Berg (2005)). Das ist nicht exakt. Die Great Divide Megashear würde, selbst wenn sie in den Kaskaden existiert haben sollte, deutlich nördlich der Olympic Peninsula verlaufen, während das OWL – unter der Annahme einer Verbindung zur Snake-River-Verwerfungszone (über die Vale-Verwerfungszone) – die Great Divide Megashear nicht aufweist, wie wahrscheinlich auch die Wichita-Verwerfungszone nicht. Von diesem Lineament heißt es, es gäbe einen dextralen Versatz zum Colorado-Lineament, welches angeblich vom Grand Canyon zum Lake Superior und möglicherweise darüber hinaus verläuft. (Ein „Montana-/Florida-Lineament“ und selbst ein „Mackenzie-/Missouri-Lineament“ [vom Mackenzie River Valley im Yukon-Territorium bis nach Florida] wurden von Carey postuliert, doch nicht allgemein anerkannt. Für einen interessanten Ausflug über den Mainstream der Wissenschaft hinaus sei die Theorie der „Expanding Earth“ [dt. etwa „sich ausdehnende Erde“] empfohlen.) Es gibt hier eine signifikante Diskrepanz in den Altersangaben. Während die OFZ eher 90 … 70 Millionen Jahre alt ist, ist die Megascherung sehr altertümlich und wurde ins Mesoproterozoikum datiert – vor etwa einer Milliarde Jahre. Die Snake-River-/Wichita-Verwerfungszone ist ähnlich alt. Was zu passieren scheint, ist das Ausnutzen uralter Schwachstellen in der Erdkruste. Diese könnten den Newberry-„Hotspot-Track“ erklären: Parallele Schwachstellen in der Kruste öffnen sich als Brothers-, Eugene-/Denio- und Mendocino-Verwerfungszone in Reaktion auf die Entwicklung der Basin and Range Province; Magma des Ereignisses, das den Yellowstone-Hotspot (und möglicherweise den Columbia-River- und weitere Basaltflüsse) initiierte, nutzt einfach die Verwerfungen der Brothers-Verwerfungszone aus. Die anderen Verwerfungen entwickeln sich nicht zum „Hotspot-Track“, einfach weil es keine Magma-Quelle in der Nähe gibt. Ähnlich könnte es sich mit dem OWL verhalten, das eine ähnliche Schwächungszone reflektiert, sich aber nicht zur Haupt-Verwerfungszone entwickelt, weil es zu weit von den Spannungen der Basin and Range Province entfernt ist.
Dies könnte auch erklären, warum das OWL mit der Kodiak-Bowie-Tiefseeberg-Kette im Golf von Alaska in einer Flucht zu liegen scheint, insbesondere, da die scheinbare Bewegung für das OWL in die falsche Richtung zu gehen scheint, um eine vergangene Passage des OWL zu markieren. Die Berge liegen auch auf der anderen Seite des Zentrums des mittelozeanischen Rückens. Es scheint jedoch pure Spekulation, dass die postulierten Schwachstellen miteinander in Beziehung stehen, um aus diesem Zentrum des Rückens Verwerfungen entstehen zu lassen.

### Präkambrisches Grundgebirge
Das Verfolgen der Great Divide Megashear bis in die Mitte des Kontinents bringt interessantes zutage: ein weit gestreutes Muster ähnlich (grob von Nordwest nach Südost) verlaufender Verwerfungszonen, Grabenbrüche und aeromagentischer bzw. gravitätischer Anomalien. Besonders dramatisch ist dies auf der „Karte des präkambrischen kristallinen Grundgebirges von Idaho“ (engl. „Precambrian Crystalline Basement Map of Idaho“) von 2005 dargestellt. (Siehe auch Marshak & Paulsen (1996), Sims et al. (2001), Vanden Berg (2005) und einige andere.) Obwohl einige der Verwerfungen aus heutiger Zeit stammen („rezent sind“), wurden die nach Nordwesten strebenden Zonen eine Blattscherung im kontinentalen Maßstab mit einem Alter von 1,5 Milliarden Jahren zugeordnet, der Zeit, in der Laurentia (der nordamerikanische Kontinent) zusammengefügt wurde.
Interessanterweise gibt es ein weiteres weitgestreutes Muster parallel verlaufender Verwerfungen etc., die unterschiedlich alt sind und von Nordost nach Südwest verlaufen. Dazu gehören das Midcontinent Rift System, der Reelfoot Rift und andere. (Die KBML und weitere weniger gut bekannte Besonderheiten in Oregon und Washington haben eine ähnliche Orientierung, aber der Kontext ist ein komplett anderer, so dass sie im Allgemeinen aus den Untersuchungen zur Geologie der Mitte des Kontinents ausgeschlossen werden.) Diese Verwerfungszonen und Grabenbrüche treten an tektonischen Grenzen auf, die auf das Proterozoikum zurückdatieren – also auf ein Alter von 1,8 … 1,6 Milliarden Jahren.:161 Sie verlaufen grob parallel zu den Ouachita-/Appalachian Mountains, die emporgehoben wurden, als Laurentia mit anderen Kontinentalplatten zum Superkontinent Pangaea vor etwa 350 Millionen Jahren vereinigt wurde. Heute glaubt man, dass diese beiden hervorstechenden Muster die urzeitlichen Schwachstellen im darunterliegenden präkambrischen Grundgebirge widerspiegeln, welches zur Steuerung der Orientierung von Objekten reaktiviert werden kann, die viel später entstanden.
Eine solche Verknüpfung älterer und jüngerer Strukturen scheint für die undurchsichtige Alterseinstufung des OWL äußerst relevant. Die mögliche Einbeziehung des tiefliegenden präkambrischen Grundgebirges legt nahe, dass das, was wir als OWL wahrnehmen, nur die Ausprägung in weniger tief gelegenen und transitorischen Terranen und Oberflächenprozessen eines tieferen und persistenten Ur-OWL sein könnte, so wie Wellen in einer Strömung einen unter der Oberfläche verborgenen Felsen widerspiegeln, so dass die oberflächliche Ausprägung des OWL von einem tiefgelegenen Ur-OWL unterschieden werden muss. Doch weder die Anwendbarkeit dessen auf das OWL noch irgendwelche Details sind bisher ausgearbeitet.

## Zusammenfassung: Was wir über das OWL wissen
- Erstmals 1945 von Erwin Raisz beschrieben
- Scheinbar mehr Einsenkungen und Becken auf der Nordseite
- Mit vielen rechtssinnigen Blattverschiebungen assoziiert
- Scheinbar in quartären (geologisch jungen) glazialen Ablagerungen ausgeprägt
- Verschiebt nicht die Columbia-River-Basalte, also älter als 17 Millionen Jahre
- Keine Verschiebung durch die Straight-Creek-Verwerfung, also wahrscheinlich jünger als 41 Millionen Jahre
- Trennte in etwa ozeanische von kontinentalen Provinzen
- Möglicherweise keine Grenze zwischen ozeanischer und kontinentaler Kruste
- Möglicherweise kein Hotspot-Track
- Scheinbar in der Fortsetzung des lithosphärischen Flusses vom Juan-de-Fuca-Rücken
- Scheinbar in Oregon verschwindend

## Weitere Quellen
- R. L. Armstrong, P. L. Ward: Late Triassic to earliest Eocene magmatism in the North American Cordillera: implications for the Western Interior Basin. Special Paper 39. Geological Association of Canada, 1993, S. 49–72.
- D. L. Baars: Proc. of the 2nd International Conference on Basement Tectonics. Hrsg.: M. Podwysocki & J. Earle. 1976, The Colorado Plateau aulacogen - Key to Continental scale basement rifting, S. 157–164.
- D. L. Baars, G. M. Stevenson: Geology of the Paradox Formation. Rocky Mountain Assoc. of Geologists, 1981, Tectonic evolution of the Paradox Basin, Utah & Colorado, S. 22–31.
- D. L. Baars, W. A. Thomas, J. A. Drahovzal, L. C. Gerhard: Basement Tectonics 10. Hrsg.: R. W. Ojakangas, A. B. Dickas & J. C. Green. Kluwer Academic Publishers, 1995, Preliminary investigations of the basement tectonic fabric of the conterminous USA, S. 149–158.
- M. E. Brookfield: Neoproterozoic Laurentia–Australia fit. In: Geology. Band 21, Nr. 8, August 1993, S. 683–686, doi:10.1130/0091-7613(1993)021<0683:NLAF>2.3.CO;2.
- W. M. Davis: The value of outrageous geological hypotheses. In: Science. Band 63, Nr. 1636, 7. Mai 1926, S. 463–468, doi:10.1126/science.63.1636.463 (Online [PDF]).
- J. Figge: Evolution of the Pacific Northwest: An Introduction to the Historical Geology of the Washington State and Southern British Columbia. Northwest Geological Institute, 2009, archiviert vom Original am 19. Dezember 2009.
- J. D. Lonn, M. D. McFaddan: Geologic Map of the Montana part of the Wallace 30' x 60' quadrangle. In: Montana Bureau of Mines and Geology. Open File Report MBMG 388, 1999 (Online [PDF]).
- J. K. Madsen, D. J. Thorkelson, R. M. Friedman, D. D. Marshall: Cenozoic to Recent plate configurations in the Pacific Basin: Ridge subduction and slab window magmatism in western North America. In: Geosphere. Band 2, Nr. 1, Februar 2006, S. 11–34, doi:10.1130/GES00020.1 (Online [PDF]).
- E. M. Moores (Hrsg.): Shaping the Earth: Tectonics of Continents and Oceans; readings from Scientific American Magazine. W. H. Freeman and Co., 1990.
- J. W. Skehan: The Olympic-Wallowa lineament: A major deep-seated tectonic feature of the Pacific Northwest [abstract]. In: Transactions of the American Geophysical Union. Band 46, 1965, S. 71.
- R. W. Tabor, V. A. Jr. Frizzell: Tertiary movement along the southern segment of the Straight Creek fault and its relation to the Olympic-Wallowa lineament in the central Cascades, Washington [abstract]. In: GSA Abstracts with Programs. Band 11, Nr. 3, 1979, S. 131.
- P. R. Vogt, W. Y. Jung: Bermuda and the Bermuda Rise – A Poor Fit to the Classical Mantle Plume Model. 2007.
- D. Wilson, A. Cox: Paleomagnetic Evidence for Tectonic Rotation of Jurassic Plutons in Blue Mountains, Eastern Oregon. In: Journal of Geophysical Research. Band 85, B7, 10. Juli 1980, S. 3681–3689, doi:10.1029/JB085iB07p03681.
- S. J. Wyld, J. E. Wright: New evidence for Cretaceous strike-slip faulting in the United States Cordillera and implications for terrane-displacement, deformation patterns, and plutonism. In: American Journal of Science. Band 301, Nr. 2, Februar 2001, S. 150–181, doi:10.2475/ajs.301.2.150 (Online [PDF]).